# Reiten und Zucht
Reiten und Zucht in Berlin und Brandenburg-Anhalt ist eine deutschsprachige, monatlich erscheinende Special-Interest-Zeitschrift, die sich an Reiter, Fahrer, Züchter und Pferdefreunde wendet. Sie wird von der Möller Neue Medien Verlags GmbH in Ahrensfelde herausgegeben. Sitz der Redaktion ist ebenfalls in Ahrensfelde bei Berlin. Bis Dezember 1990 erschien die Zeitschrift unter dem Titel Reiten in Berlin.

## Inhalt und Angebot
Reiten und Zucht richtet sich an Reiter, Züchter, Fahrer und Voltigierer sowie Anhänger des Vollblut- und Rennsports in Berlin, Brandenburg und Sachsen-Anhalt. Auf den gelben Seiten des Heftes findet man alle Mitteilungen des Landesverbandes Pferdesport Berlin-Brandenburg e.V., der Landeskommission für Pferdeleistungsprüfungen Berlin-Brandenburg sowie des Pferdezuchtverbandes Brandenburg-Anhalt e.V. mit wichtigen Turnierterminen, Ergebnissen, Lehrgängen, Wettbewerben und Schauen. Ergänzt werden diese Seiten durch die Ausschreibungen von Sachsen-Anhalt.

## Hippopress
Reiten und Zucht ist Mitglied in der Arbeitsgemeinschaft der regionalen Fachmagazine für Pferdesport und Pferdezucht. 2007 lag die verbreitete Auflage aller HippoPress-Titel bei 159 597 Exemplaren.

## Online-Angebot
Die zum Magazin gehörende Website heißt www.reiten-zucht.de. Dort werden Nachrichten und kostenlos zur Verfügung gestellte Inhalte aus bereits erschienenen Heften veröffentlicht. Daneben gibt es eine Datenbank mit Turnierterminen und weiteren Informationen.